# Фагерлин, Фердинанд Юлиус
Фердинанд Юлиус Фагерлин (швед. Ferdinand Julius Fagerlin; 5 февраля 1825, Стокгольм — 19 марта 1907, Дюссельдорф) — шведский художник, мастер жанровой живописи.

## Биография

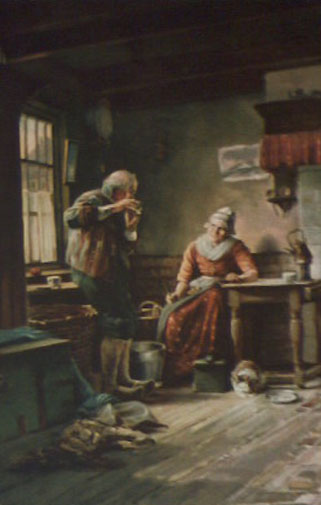

Фагерлин родился в Стокгольме. Сначала учился на кораблестроителя (1842–1843), а затем поступил в Королевскую шведскую академию художеств (1845–1847). Он вступил в армию (1850–1854) и в свободное время занимался живописью, особенно портретами. С 1854 года он полностью посвятил себя живописи и при поддержке своих бывших преподавателей учился в Дюссельдорфской академии художеств у Карла Фердинанда Зона и Фридриха Вильгельма Шадова. Он провел время в Париже (1856-1858), где работал в мастерской Тома Кутюра. По возвращении в Дюссельдорф он женился на Алисе Виндгассен, золовке художника Генри Риттера, чей магазин он унаследовал после смерти последнего (1853). С 1862 по 1902 год он был членом Малкастена, Дюссельдорфского художественного общества. Шведский художник Аксель Кулле был его учеником с 1875 по 1880 год. Пользовавшиеся во второй половине XIX века широкой популярностью в Швеции картины Фагерлина посвящены главным образом быта приморских жителей, моряков и рыбаков и отличаются правдивостью, выразительностью, порой с оттенком юмора. Наиболее замечательны его картины «Непривычные курильщики», «Ревность», «Семейство рыбаков», «Объяснение в любви», «Сватовство», «Неприятное положение холостяка», «Укрощенный огонь», «Старая супружеская чета» и др.